# Aeroportul Municipal Jacksonville
Aeroportul Municipal Jacksonville (IATA: IJX, ICAO: KIJX, FAA LID: IJX) este un aeroport din Illinois, Statele Unite ale Americii. Aeroportul a fost tranzitat în 2019 de 168 de pasageri.
Situat la o altitudine de 190,16472 m, aeroportul dispune de 2 piste.

## Infrastructură

### Piste
Aeroportul dispune de 2 piste. Pista 04/22 are suprafața de asfalt și dimensiunile 4.001 picioare × 75 picioare. Pista 13/31 are suprafața de asfalt și dimensiunile 5.000 picioare × 75 picioare. 